# Ivan Kvirin Bolmarčić
Ivan Kvirin Bolmarčić (Cres, 1836. - Krk, 1918.), hrvatski katolički svećenik i arheolog

## Životopis
Bogosloviju je učio u Gorici, a zaređen je 1859. Studij teologije nastavlja u bečkom Augustineumu, a krajem 1862. doktorira. U prosincu 1862. postaje kapelan i koralni vikar u Krku, 1863. kurijalni tajnik, 1868. nadžupnik u Osoru, a 1881. je imenovan kanonikom Stolnog kaptola u Krku, 1883. dekanom, a 1890. predstojnikom Stolnog kaptola, što će ostati do kraja života.

## Arheolog amater
Istraživao je i skupljao arheološke spomenike na Cresu i Krku. Prvi je počeo istraživati osorske starine, a u svojim zapisima spominje "kiklopske" i rimske zidine, jednu nekropolu, ostatke antičkog mozaika te mnoštvo ostalih predmeta od kojih je ofomrio zbirku i poklonio je gradu Osoru (Zbirka Bolmarčić). O njegovom radu je pisao engleski diplomat i arheolog R. F. Burton.